# Special Effects
Special Effects è il quindicesimo album in studio del rapper statunitense Tech N9ne, pubblicato nel 2015.

## Tracce
1. The Procedure (Intro) – 0:14
2. Aw Yeah? (InterVENTion) – 2:50
3. Lacrimosa – 4:18
4. Condolences (skit) – 0:26
5. On the Bible (featuring T.I. & Zuse) – 4:09
6. Shroud (featuring Krizz Kaliko) – 4:47
7. More Psycho Messages (skit) – 0:52
8. Psycho Bitch III (featuring Hopsin) – 4:55
9. Wither (featuring Corey Taylor) – 4:43
10. Dead Alive (skit) – 0:33
11. Hood Go Crazy (featuring 2 Chainz & B.o.B) – 3:45
12. Bass Ackwards (featuring Yo Gotti, Big Scoob & Lil Wayne) – 4:03
13. No K (featuring E-40 & Krizz Kaliko) – 3:08
14. Countdown (skit) – 0:13
15. Speedom (WWC2) (featuring Krizz Kaliko & Eminem) – 4:55
16. Give It All (featuring Audio Push & Krizz Kaliko) – 4:59
17. Yates (featuring Marcus Yates) – 3:47
18. M.T.M.D. (skit) – 0:15
19. A Certain Comfort (featuring Kate Rose) – 3:41
20. Burn It Down (featuring Ryan Bradley) – 3:50
21. Life Sentences (featuring Krizz Kaliko, Joey Cool & Gee Watts) – 4:56
22. Dyin' Flyin' (featuring Krizz Kaliko) – 3:51
23. Worldly Angel – 4:59
24. Roadkill (Tech N9ne & Excision) – 2:56